# Riviera di Ponente

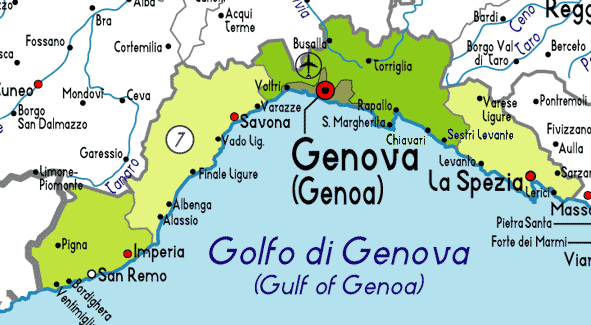
Mappa della Liguria con le sue province. Per convenzione, le province di Imperia, Savona e la parte occidentale della Città metropolitana di Genova fanno parte della Riviera di Ponente, mentre la parte orientale della Città metropolitana di Genova e la Provincia della Spezia fanno parte della Riviera di Levante.

(da Riviere di Eugenio Montale)

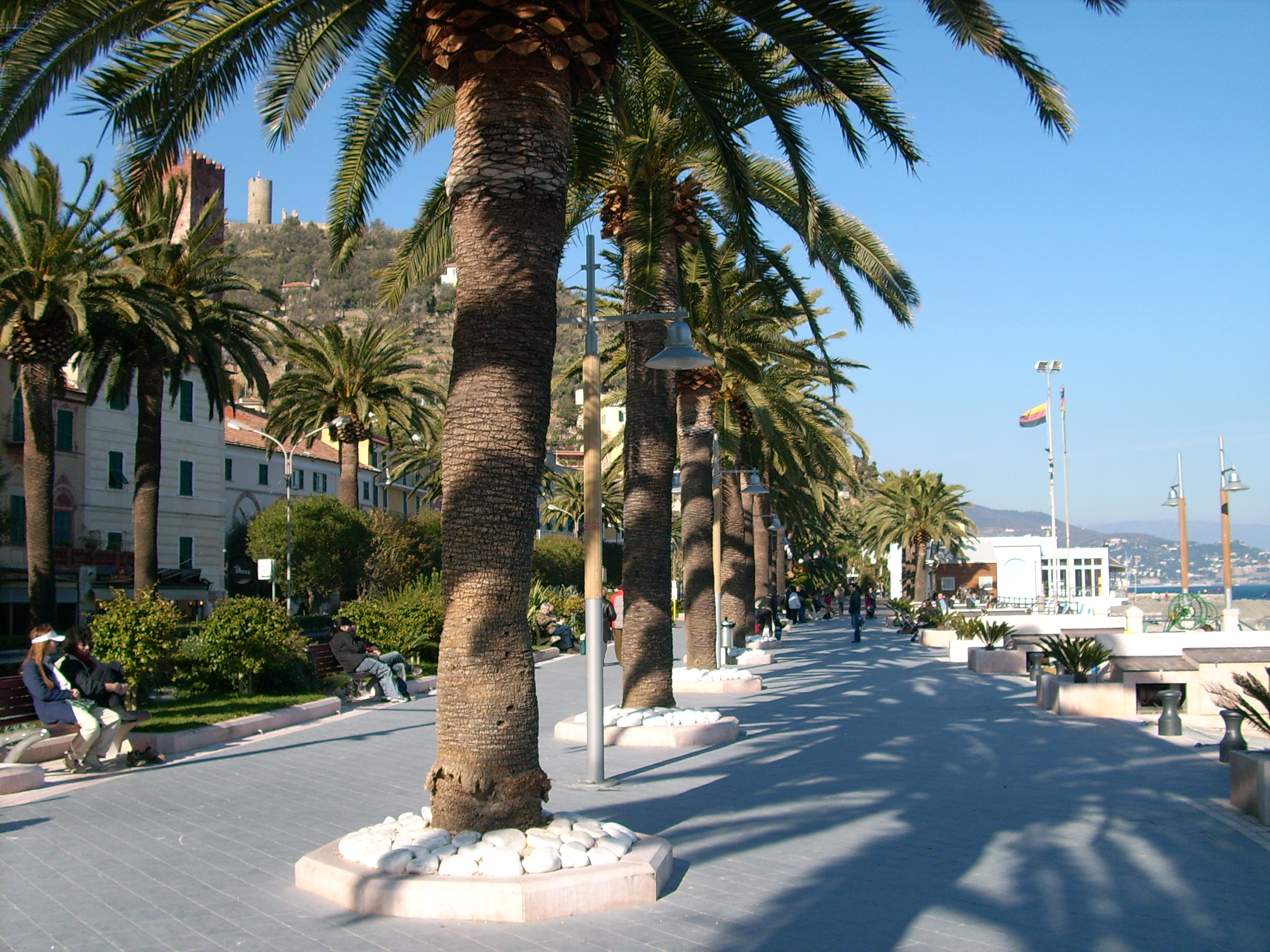
Riviera delle Palme

La Riviera di Ponente (Rivëa de Punènte in ligure) è la regione geografica che comprende il tratto di costa posto nella parte occidentale della Liguria noto nella sua totalità come Riviera ligure (o semplicemente Riviera). Si estende dai quartieri occidentali di Genova fino al confine francese, in prossimità della città di Ventimiglia. Dal punto di vista geografico, il confine orientale della Riviera di Ponente è posto sul punto più settentrionale del mar Ligure che si trova nei pressi della foce del torrente Cerusa ovvero del torrente Leira a Voltri, mentre quello occidentale è ubicato nella zona di Cap Martin, circa 5 km ad ovest di Mentone. Savona e Imperia sono le città più popolose. Si contrappone, convenzionalmente e geograficamente, alla Riviera di Levante.

## Suddivisioni della Riviera di Ponente
Il lungo tratto di costa che corre fra le valli ed il mare dei liguri di ponente assume diversi nomi. Le due frazioni ormai abitualmente conosciute sono quelle della Riviera delle Palme che a sua volta si divide in Riviera del Beigua, Finalese e Albenganese (territorio Ingauno) e della Riviera dei Fiori divisa in Imperiese, Sanremese e Ventimigliese (territorio Intemelio).

### Caratteristiche fisiche
È caratterizzata da spiagge più ampie e sabbiose. Anche in questo tratto di costa si incontrano numerosi paesi di grande bellezza e tradizione turistica, oltre all'importante porto di Savona e al comune di Sanremo famoso per il "Festival della canzone italiana".

## Comuni
Sulla Riviera di Ponente le località costiere che si incontrano da est verso ovest sono:
| Provincia | Comune |
| --------- | --- |
| Genova    | Genova (Crevari e Vesima), Arenzano, Cogoleto |
| Savona    | Varazze, Celle Ligure, Albisola Superiore, Albissola Marina, Savona, Vado Ligure, Bergeggi, Spotorno, Noli, Finale Ligure, Borgio Verezzi, Pietra Ligure, Loano, Borghetto Santo Spirito, Ceriale, Albenga, Alassio, Laigueglia, Andora |
| Imperia   | Cervo, San Bartolomeo al Mare, Diano Marina, Imperia, San Lorenzo al Mare, Costarainera, Santo Stefano al Mare, Cipressa, Riva Ligure, Taggia, Sanremo, Ospedaletti, Bordighera, Vallecrosia, Camporosso, Ventimiglia                   |